# Phlebotomus riouxi
Phlebotomus riouxi är en tvåvingeart som beskrevs av Depaquit, Leger och Killick-kendrick 1998. Phlebotomus riouxi ingår i släktet Phlebotomus och familjen fjärilsmyggor. Inga underarter finns listade i Catalogue of Life.